# 오슬로 대성당

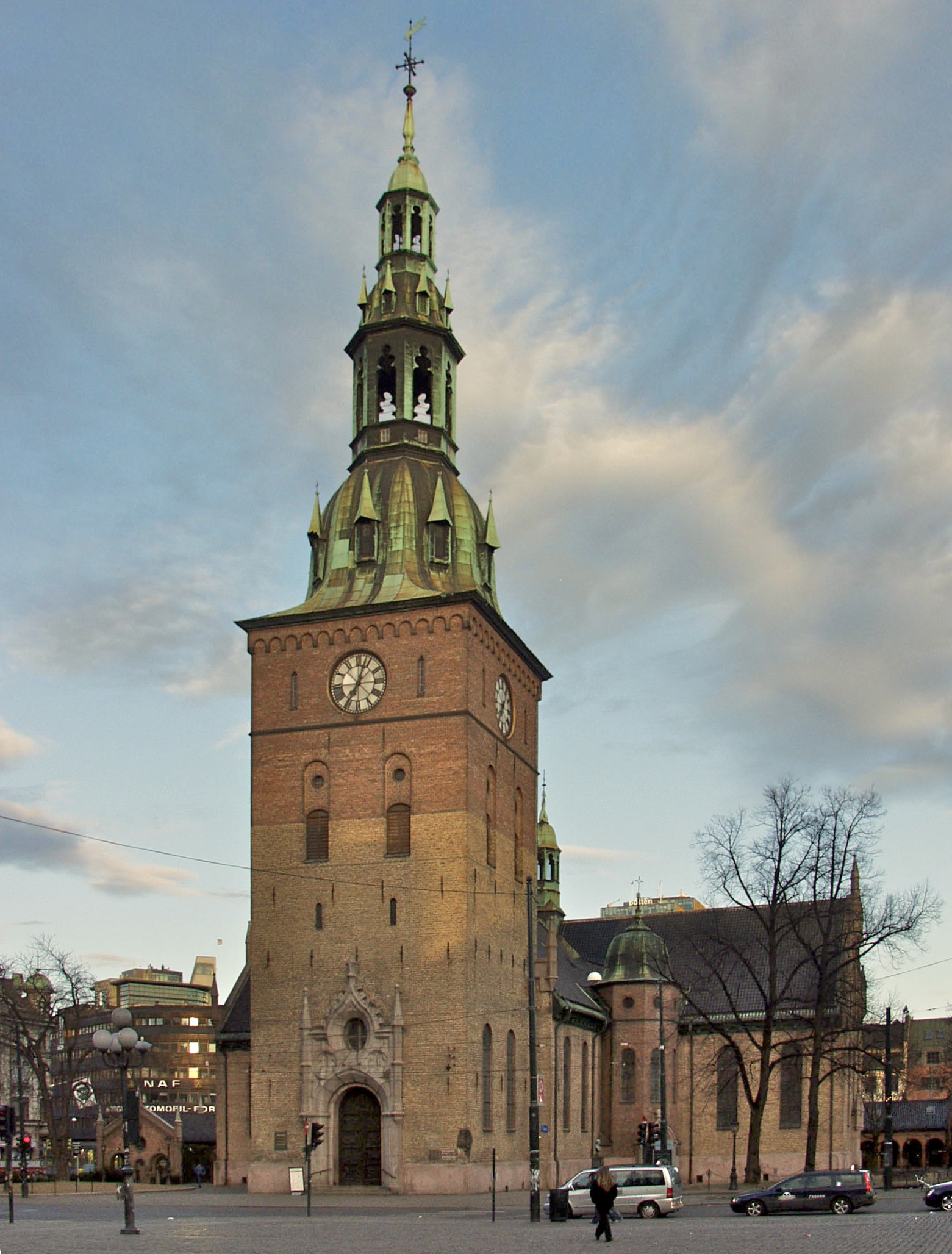

오슬로 대성당(Oslo Domkidrken)은 칼 요한 거리에 위치해 있으며, 복음주의 루터파의 총본산이기도 하다. 1694년에 처음 착공된 후, 여러 번의 보수공사를 거쳐 현재의 청록색 탑이 있는 고전양식풍의 모습이 되었다. 18세기에 제작된 6,000개의 파이프와 음계가 104단인 파이프 오르간이 유명하다.

## 같이 보기
- 노르웨이 교회